# Haags Kinderbeschermingsverdrag 1996
Het Verdrag inzake de bevoegdheid, het toepasselijke recht, de erkenning, de tenuitvoerlegging en de samenwerking op het gebied van ouderlijke verantwoordelijkheid en maatregelen ter bescherming van kinderen of Haags Kinderbeschermingsverdrag van 1996 (HKV 1996) is een verdrag over de internationale bescherming van kinderen. Het werd ondertekend in Den Haag tijdens de derde Haagse Conventie op het gebied van privaatrecht voor kinderen in 1996. Het verdrag heeft een veel ruimer toepassingsgebied dan het Eerste Verdrag over internationale ontvoering (1980) en het Tweede Verdrag over internationale adoptie (1993). Het verdrag trad in werking op 1 januari 2002.

## Doelen
Het verdrag is van toepassing op kinderen vanaf hun geboorte tot hun achttiende verjaardag (art. 2).
- Elk land waarin kinderen zich bevinden mag maatregelen nemen om deze te beschermen of helpen.
- Bepalen van welk land de wetten van toepassing zijn en welke overheid het best geplaatst is om de maatregelen te nemen.
- De hoofdverantwoordelijkheid leggen bij het land waarin het kind zich bevindt.
- Tegenstrijdige beslissingen vermijden en de beslissingen van een land inzake doen gelden en uitvoeren in de andere landen.

## Ratificatie
Op 1 september 2018 was het verdrag van kracht in de volgende landen:
- Albanië
- Armenië
- Australië
- België
- Bulgarije
- Cuba
- Cyprus
- Denemarken
- Dominicaanse Republiek
- Duitsland
- Ecuador
- Estland
- Fiji
- Finland
- Frankrijk

- Georgië
- Griekenland
- Hongarije
- Ierland
- Italië
- Lesotho
- Kroatië
- Letland
- Litouwen
- Luxemburg
- Malta
- Marokko
- Monaco
- Montenegro
- Nederland

- Noorwegen
- Oostenrijk
- Paraguay
- Polen
- Portugal
- Roemenië
- Rusland
- Servië
- Slovenië
- Slowakije
- Spanje
- Tsjechië
- Uruguay
- Verenigd Koninkrijk
- Zwitserland
- Zweden